# Valíyu'lláh Varqá
Mírzá Valíyu'lláh Khán-i-Varqá, (in persiano میرزا ولی‌الله‌خان ورقا), o Valíyu'lláh Varqá come è più comunemente noto tra i Bahá'í (1884 – 1955), è stato un eminente Bahai persiano nominato Mano della Causa da Shoghi Effendi.

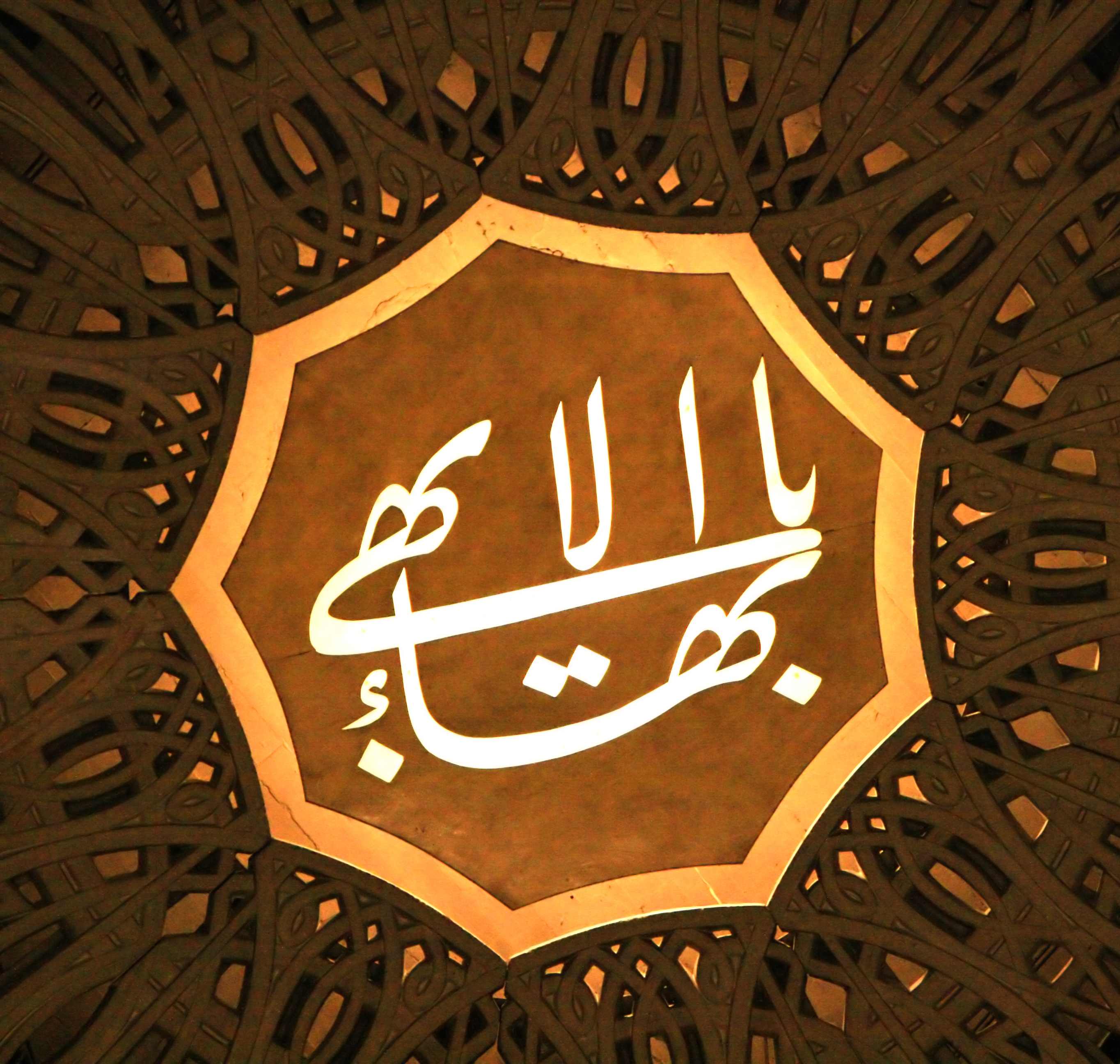
Il Più Grande Nome

Valíyu'lláh Varqá era figlio di Varqá, il poeta-martire della religione bahai, la religione fondata da Bahá'u'lláh, e il padre di `Alí-Muhammad Varqá, (1911–22 settembre 2007), l'ultima Mano della Causa sopravvissuta.
Valí'u'lláh Varqá si unì a 'Abdu'l-Bahá mentre era negli Stati Uniti. Fu nominato amministratore del Huqúqu'lláh nel 1940 e Mano della Causa nel 1951.